# Ukkusissat
Ukkusissat (dawniej Uvkusigssat) – osada na zachodnim wybrzeżu Grenlandii, w gminie Qaasuitsup. Jest położona nad fiordem Uummannaq Fjord. W Ukkusissat znajduje się heliport będący środkiem komunikacji z innymi miejscowościami na Grenlandii.
Liczba mieszkańców w 2011 roku wynosiła 164 osoby.